# Curt Mücke

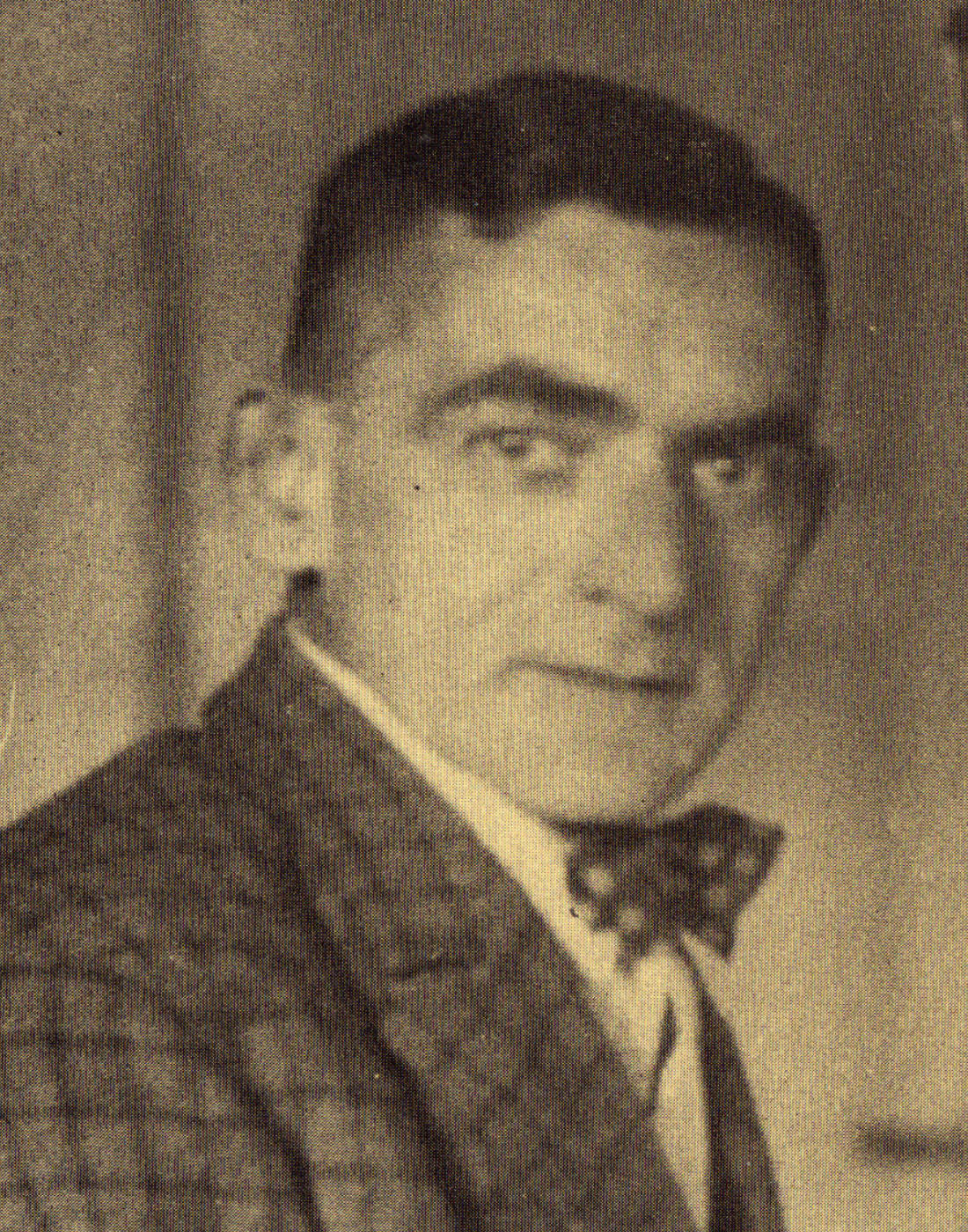
Curt Mücke

Curt Mücke (voller Name: Richard Georg Kurt Mücke, * 20. September 1885 in Sondershausen; † 5. Januar 1940 ebenda) war ein deutscher Maler und Grafiker, der besonders in den Glanzzeiten der 20er Jahre wirkte.

## Leben

### Kindheit und Ausbildung
Kurt Mücke wurde als vierter Sohn von acht Jungen der Kaufleute Georg und Hermine Mücke in Sondershausen geboren.
Seine Schulzeit verbrachte er von 1891 bis 1900 in Sondershausen und besuchte dort die fürstliche Realschule. Schon hier zeichnete sich früh eine Neigung zur bildenden Kunst ab. Erste künstlerische Arbeiten entstanden. 
Von 1901 an besuchte Mücke die Kunstschule in Nürnberg; später war er Schüler bei Heinrich Heidner in München. Danach begann er ein Studium an der Akademie der graphischen Künste in Leipzig unter Alois Kolb und wurde anschließend Meisterschüler bei Max Klinger.
Daraufhin verbrachte er etwa zwei Jahre in Friedenau und Dresden als freischaffender Maler und Grafiker, verkaufte seine ersten Bildwerke (hauptsächlich farbige Holzschnitte und Radierungen) an das Grassi-Museum und an das Städtische Museum Leipzig. Ostern 1914 verlobte Mücke sich in Dresden mit Ida Clara Baur geb. Kuhne; sie heirateten schon zwei Monate später. Es ist nicht bekannt, wie diese Ehe ihr Ende gefunden hat. 

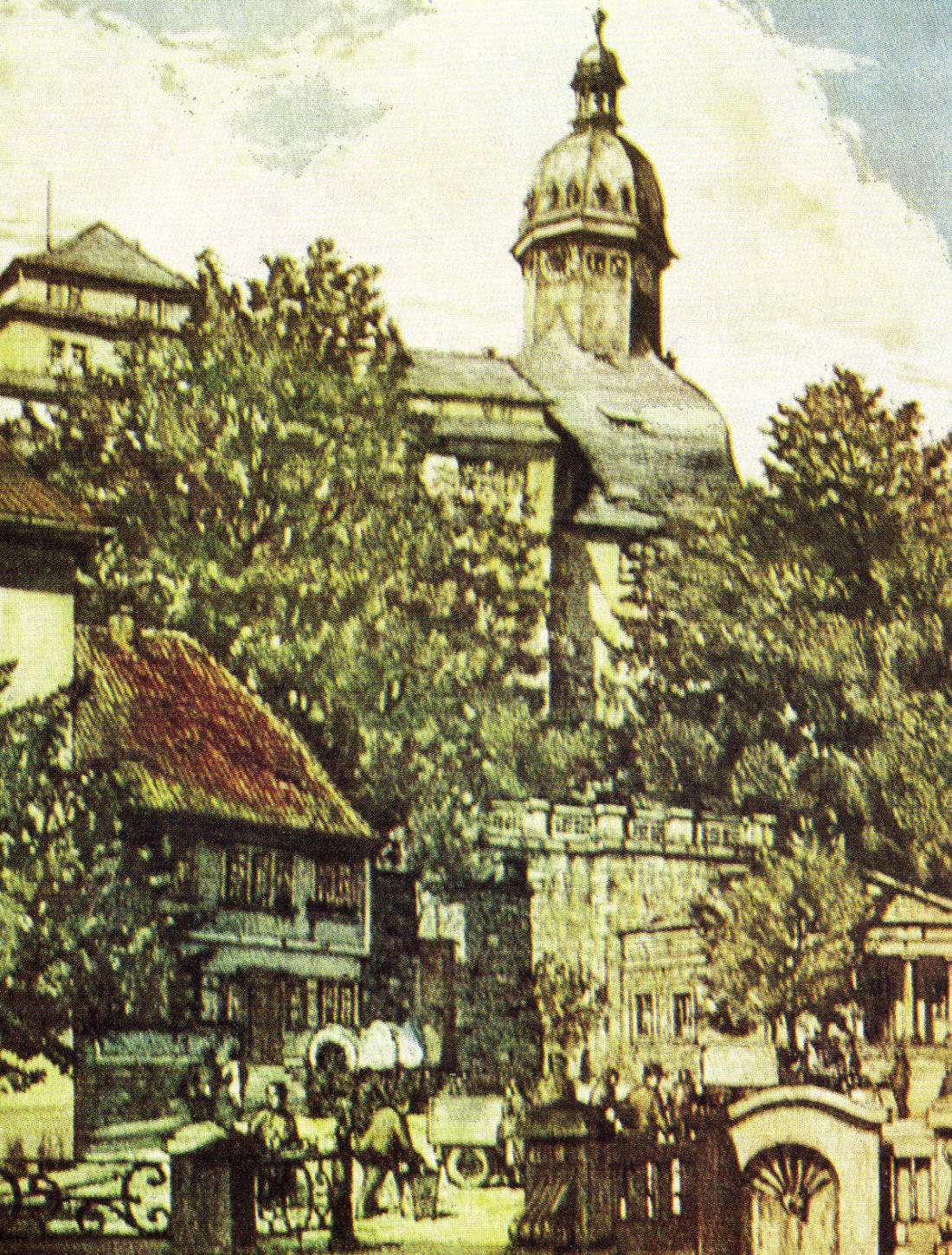
Markt mit Schloss Sondershausen, farbige Radierung/Aquatinta

### Sondershäuser Zeit
Bedingt durch den Kriegsdienst im Ersten Weltkrieg 1914 bis 1918 konnte Mücke erst nach Kriegsende in seine Heimatstadt Sondershausen zurückkehren. Er nahm dann seine Tätigkeit als freischaffender Maler und Grafiker wieder auf, in der Familienvilla am Jechaburger Weg, die auch „Mückenburg“ genannt wurde. Nun befasste er sich besonders intensiv mit den Techniken der Radierung, der Federzeichnung sowie der Ölmalerei. 
1920 heiratete er Wally Helene Sophie Luise Johanne Brand. Aus dieser Ehe gingen drei Söhne hervor.
Ein Jahr später, 1921, begann Mücke eine enge Zusammenarbeit mit dem Mansfelder Verlag in Eisleben und gestaltete als Illustrator des Verlages Heimatkalender, Jahrbücher, Postkarten und ähnliche Produkte.
Seit 1923 arbeitete er aktiv im Sondershäuser Verein für deutsche Geschichts- und Altertumskunde und wurde noch im selben Jahr in den Beirat erhoben. Mücke fertigte Zeichnungen von vorgeschichtlichen Fundstücken an und beriet den Verein bei denkmalpflegerischen Aufgaben sowie in Kunstgeschichte. Auch nahm er Illustrationsaufträgen für den Heimatverlag für Schule und Haus in Halle sowie den Heilbronner Verlag Otto Weber an.
1929 gründete Mücke eine private Kunstschule. Da jedoch der erhoffte Zuspruch ausblieb, gab er sie kurz darauf wieder auf.
In den 1930er Jahren waren die Aufträge und der Kunstvertrieb seiner Arbeiten rückläufig und verringerten sich schließlich so stark, dass er davon nicht mehr leben konnte. Daher war er gezwungen, sich eine andere Verdienstmöglichkeit zu suchen und übernahm 1938 die Funktion eines Vermessungsgehilfen im Sondershäuser Kaliwerk.
Am 5. Januar 1940 verstarb Curt Mücke an den Folgen einer zu spät erkannten Blutvergiftung in Sondershausen.
Mücke war Mitglied im Reichsverband Bildender Künstler Deutschlands.

## Werke

### Motive
Mücke zeigt oft alte Gebäude und Gebäudeensembles Sondershausens, Stockhausens und ihrer Umgebung. Sie sind mit akribischer Sorgfalt und anheimelnder Stimmung festgehalten, im Sonnenlicht oder auch im Mondschein. Seine Motivwahl beschränkt sich jedoch nicht nur auf die heimatlichen Gefilde. Gerade auch in seinen Jugend- und Wanderjahren entstanden zahlreiche Werke u. a. von Weimar, Jena, Rothenburg ob der Tauber, Hildesheim, den Alpen, Dresden (dem Ort der ersten Bewährung als freier Künstler) und vom Mansfelder Land, mit dessen Bewohnern ihn langjährige Freundschaften verbanden.

### Stil

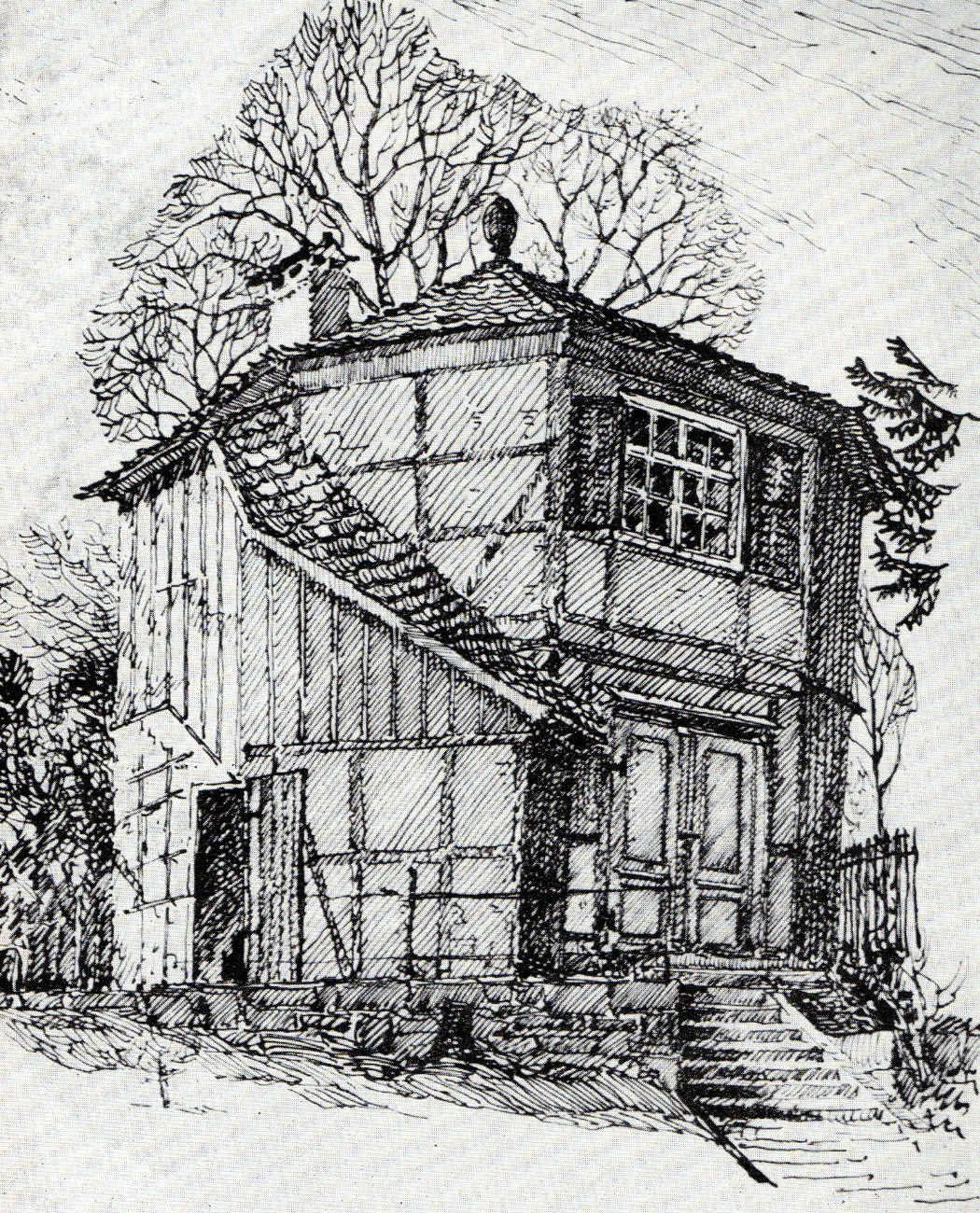
Ein Gartenhaus in Sondershausen, Tuschezeichnung

Seine Bilder besitzen immer einen Hauch von Romantik und haben die Wirkung von Heimatkunst. Auffallend sind jedoch die Klarheit der Form, die subtile Linienführung, die Reinheit der Zeichnungen, die leuchtende Farbgebung und die seine Kunst rundum prägende Wirklichkeitsnähe.